# Prothésiste ongulaire
Un ou une prothésiste ongulaire est un professionnel qualifié en manucure esthétique et par conséquent une forme d'artiste sur l'ongle. En effet, le professionnel est chargé d'embellir les ongles de son ou sa cliente selon ses goûts. La manucure peut inclure un simple vernis temporaire à un rallongement XXL avec toutes sortes de décorations (paillettes, bijoux d'ongles, effets de toutes sorts, nail art). Ce qui, de nos jours, qualifie réellement la ou le prothésiste ongulaire est son savoir faire et ses compétences en rallongement. La difficulté repose sur la précision des multiples techniques de rallongement  et de matériel dans ce domaine (gel, acrylique, acrygel, fibre de verre, pose américaine...).
La variété de poses disponible est conséquente. Le client peut demander une simple couleur ou encore la fameuse French (ligne blanche au bout de l'ongle) ou aller à de poses plus élaborées avec des effets nacré, métallisé, crocodiles ou encore dessins de toutes sortes.
La pose de faux-ongles (en gel ou résine ou acrylique) nécessite un entretien toutes les 3 semaines (ce temps varie en fonction de la rapidité de la pousse des ongles). La ou le prothésiste ongulaire doit remplir le vide entre l’ongle renforcé et l’ongle naturel qui s'est creusé avec le temps. Cette technique se nomme le remplissage. Dans ce cas, il faut raccourcir les ongles et réduire l’épaisseur du gel ou de la résine grâce à l'aide d'une lime ou une ponceuse électrique, afin de préparer les ongles à recevoir à nouveau de la matière. Si le délai entre la pose et le remplissage est trop allongé, il y a des risques concernant l'harmonie de la plaque de l'ongle. En effet, le "point de stress" étant trop allongé, il est possible qu'il y ait un relâchement.
Un ou une prothésiste ongulaire doit vérifier avant tout, les éventuels problèmes de peau, de déformations ou de maladie des ongles qui pourraient être un obstacle à la pose. A la fin de la prestation, le professionnel se doit de donner des conseils sur l'entretien des mains et des ongles, et peut recommander des produits de soins, afin de garantir une meilleure tenue et une bonne santé de l'ongle.

## Formation
Il n'est pas nécessaire d'avoir le CAP esthétique pour devenir prothésiste ongulaire,.
Une formation prothésiste ongulaire peut être réalisée en présentiel ou à distance. À l'issue de la formation, l'organisme fournira un certificat ou un diplôme, qui n'est pas obligatoire pour ouvrir son salon, mais fortement conseillé.
Il existe différentes aides pour financer sa formation.
Le ou la prothésiste ongulaire peut exercer à domicile ou en local commercial, sous le statut d'auto-entrepreneur ou en tant que salarié pour un salon de coiffure, salon d’esthétique, ou même dans des centres commerciaux.

## Matériel
Le matériel de base pour un ou une prothésiste ongulaire : table de travail, chaise, lampe LED ou lampe UV, masques, limes, capsules ou tips, bloc polissoir, pinceaux, coussin repose main, aspirateur de table, bâton de manucure en bois, ciseaux, pince pour cuticules, ponceuse, produits (gel ou résine ou acrygel), vernis... La liste est non exhaustive car chaque prothésiste a ses préférence en matière de matériel, surtout lorsqu'il s'agit de décoration.
Pour un matériel plus poussé, une prothésiste ongulaire peut également se pencher sur ces équipements :
- d’un comptoir de réception
- Des sièges pour la salle d'attente
- Un porte-revues
- Des tables de manucure avec aspirateur
- Un aspirateur à poussière (pour un équipement plus économique qu'une table de manucure avec aspirateur)
- Une lampe UV pour durcir le vernis en gel
- Une lime à ongles électrique

Ouvrir un salon de manucure nécessite du matériel de qualité pour le bien-être de ses employés et de ses clients.

## Santé
Les prothésistes ongulaires portent un masque pour éviter d'absorber les fines poussières qui tombent quand on lime un faux ongle par exemple et pour se protéger des odeurs des produits chimiques et utilisent le plus souvent un système de ventilation.
Selon l'ANSM, il est interdit de poser des faux ongles sur les jeunes de moins de 16 ans car les ongles ne sont pas encore assez matures et le risque de malformation de l’ongle est élevé. Les dégâts possibles sont: le décollement de l'ongle, l'apparition de bosses ou stries, ongle qui pousse de travers et voire même qui ne pousse plus. Ceux-ci peuvent être de durée indéterminée ou à vie.
Les prothésistes peuvent aussi se voir refuser un.e client.e si cette personne souffre d'une maladie des ongles (mycose, psoriasis) ou si les ongles sont trop fragilisés. Il est possible de ne pas accepter non plus une cliente enceinte par peur des risques dû au contact des produits chimiques.
Si la pose d'extension a mal été réalisée ou si celle-ci a été gardée trop longtemps, il est possible de développer le « syndrome de l'ongle vert », aussi appelé Chloronychie.La bactérie à l'origine de la maladie nommée Pseudomonas aeruginosa apparaît lorsqu'il y a un vide entre l'ongle naturel et l'extension et que celui-ci est comblé par de l'humidité. En revanche, si l'ongle est rapidement traité, il ne devrait y avoir aucun dommage irréversible.